# ユート (漫画)
『ユート』は、原作：ほったゆみ、作画：河野慶による日本の漫画作品。『週刊少年ジャンプ』（集英社）にて2005年11号から32号まで連載された。

## 概要
スピードスケートを題材にした漫画。単行本は、ジャンプ・コミックスで全3巻が発行された。主な登場人物は10代前半の少年少女。子供を軸とした話造りが特徴的である（ただし、これは短期連載打ち切りによって主人公が成長するほど時間が進まなかったということもある）。
最終回の後半は駆け足で紹介され終了した。この部分は、3巻で描き下ろし61ページで再現された。
なお、登場人物の吾川と雄斗だけ毎回服装が変わる。
作中には北海道地方の言葉が一部使われている（例：なして〈なんで の意〉）。
登場する少年少女はひたむきに成長する、主婦でもあるほったゆみから見た理想の子供として描かれている。また、親からの目線で見た「子供」というものも描かれている。
なお、日本ショートトラックのエース、寺尾悟がこの漫画を気に入り、自らのホームページで取り上げたことがある。

## あらすじ
スピードスケートの才能を秘めている小学5年生の瀬尾雄斗が北海道の北見市から東京都に引っ越してくるところから物語が始まる。東京にはスピードスケートの施設がないため一度はスケートを諦めていた雄斗だが、転校先で知り合った吾川と共に東京のスケートクラブで北海道のスピードスケートとは似て非なる競技であるショートトラックスピードスケートを始めることになる。雄斗を動かすのは、北海道でのライバル帯広の高月和也との（スピードスケートでの）決着を果たすという約束であった。
雄斗の父は息子のスケート熱には理解を示さず、あきらめさせるために道具を買い与えようとはしなかった。だが、雄斗は持ち前の情熱と吾川たちの支えによって道を切り開き、やがて父から決別して自らの道を進むことになる。